# Magyar országos rekordok listája 200 méteres gyorsúszásban
Ez a lista az 200 méteres gyorsúszásban elért felnőtt magyar csúcsokat tartalmazza.

## Hosszú pálya

### Férfiak
| A férfi 200 méteres gyorsúszás magyar csúcsai (50 méteres medence)                         | A férfi 200 méteres gyorsúszás magyar csúcsai (50 méteres medence) | A férfi 200 méteres gyorsúszás magyar csúcsai (50 méteres medence) | A férfi 200 méteres gyorsúszás magyar csúcsai (50 méteres medence) | A férfi 200 méteres gyorsúszás magyar csúcsai (50 méteres medence) | A férfi 200 méteres gyorsúszás magyar csúcsai (50 méteres medence) | A férfi 200 méteres gyorsúszás magyar csúcsai (50 méteres medence) | A férfi 200 méteres gyorsúszás magyar csúcsai (50 méteres medence) |
| Idő                                                                                        | Név                                                                | Egyesület                                                          | Dátum                                                              | Helyszín                                                           | Esemény                                                            | Megjegyzés                                                         | Forrás                                                             |
| ------------------------------------------------------------------------------------------ | ------------------------------------------------------------------ | ------------------------------------------------------------------ | ------------------------------------------------------------------ | ------------------------------------------------------------------ | ------------------------------------------------------------------ | ------------------------------------------------------------------ | ------------------------------------------------------------------ |
| 2:41,0                                                                                     | Halmay Zoltán                                                      | MTK                                                                | 1904. 11. 27.                                                      | Bécs, Ausztria                                                     | Wiener Schwimm-Club versenye                                       | 33 méteres medence                                                 | [ 1 ] [ 2 ]                                                        |
| 2:35,2                                                                                     | Halmay Zoltán                                                      | MTK                                                                | 1908. 11. 15.                                                      | Bécs, Ausztria                                                     |                                                                    | 33 méteres medence                                                 | [ 1 ]                                                              |
| 2:26,4                                                                                     | Halmay Zoltán                                                      | MTK                                                                | 1909. 06. 28.                                                      | Budapest, Magyarország                                             |                                                                    | 35 méteres medence                                                 | [ 1 ]                                                              |
| 2:25,0                                                                                     | Eperjessy Béla                                                     | MAFC                                                               | 1923. 06. 17.                                                      | Budapest, Magyarország                                             | magyar bajnokság                                                   | 35 méteres medence                                                 | [ 1 ] [ 3 ]                                                        |
| 2:22,6                                                                                     | Bárány István                                                      | MOVE Eger SE                                                       | 1926. 08. 11.                                                      | Budapest, Magyarország                                             | magyar bajnokság                                                   | 50 méteres medence                                                 | [ 1 ] [ 4 ]                                                        |
| 2:20,6                                                                                     | Bárány István                                                      | MOVE Eger SE                                                       | 1928. 06. 09.                                                      | Budapest, Magyarország                                             | A MAC versenye                                                     | 50 méteres medence                                                 | [ 1 ] [ 5 ]                                                        |
| 2:19,4                                                                                     | Bárány István                                                      | MOVE Eger SE                                                       | 1929. 08. 20.                                                      | Budapest, Magyarország                                             | magyar bajnokság                                                   | 50 méteres medence                                                 | [ 1 ] [ 6 ]                                                        |
| 2:17,8                                                                                     | Bárány István                                                      | MOVE Eger SE                                                       | 1930. 03. 02.                                                      | Berlin, Németország                                                |                                                                    | 33 méteres medence                                                 | [ 1 ] [ 7 ]                                                        |
| 2:16,0                                                                                     | Bárány István                                                      | MOVE Eger SE                                                       | 1930. 03. 23.                                                      | Brugge, Belgium                                                    |                                                                    | 25 méteres medence                                                 | [ 1 ] [ 8 ]                                                        |
| 2:14,4                                                                                     | Csik Ferenc                                                        | BEAC                                                               | 1935. 12. 13.                                                      | Budapest, Magyarország                                             | Venczel-vándordíj                                                  | 33 méteres medence                                                 | [ 1 ] [ 9 ]                                                        |
| 2:13,4                                                                                     | Csik Ferenc                                                        | BEAC                                                               | 1936. 04. 10.                                                      | Budapest, Magyarország                                             |                                                                    | 33 méteres medence                                                 | [ 1 ] [ 10 ]                                                       |
| 2:11,6                                                                                     | Szathmáry Elemér                                                   | MTK                                                                | 1948. 05. 27.                                                      | Budapest, Magyarország                                             |                                                                    | 50 méteres medence                                                 | [ 1 ] [ 11 ]                                                       |
| 2:08,1                                                                                     | Nyéki Imre                                                         | Bp. Honvéd                                                         | 1951. 05. 06.                                                      | Moszkva, Szovjetunió                                               |                                                                    | 25 méteres medence                                                 | [ 1 ] [ 12 ]                                                       |
| 2:07,4                                                                                     | Nyéki Imre                                                         | Bp. Honvéd                                                         | 1953. 05. 10.                                                      | Budapest, Magyarország                                             | A Bp. Honvéd versenye                                              | 33 méteres medence                                                 | [ 1 ] [ 13 ]                                                       |
| 2:07,3                                                                                     | Nyéki Imre                                                         | Bp. Honvéd                                                         | 1954. 05. 20.                                                      | Budapest, Magyarország                                             |                                                                    |                                                                    | [ 1 ]                                                              |
| 2:06,3                                                                                     | Nyéki Imre                                                         | Bp. Honvéd                                                         | 1955. 09. 18.                                                      | Karlsruhe, NSZK                                                    |                                                                    | 25 méteres medence                                                 | [ 1 ] [ 14 ]                                                       |
| 2:08,3                                                                                     | Nyéki Imre                                                         | Bp. Honvéd                                                         | 1954. 05. 30.                                                      | Budapest, Magyarország                                             | A Bp. Előre versenye                                               | 1957-ben rekordnak nyilvánítva.                                    | [ 16 ] [ 17 ]                                                      |
| 1957. május 1-től csak az 50 méteres medencében elért eredményeket hitelesítik rekordként. |                                                                    |                                                                    |                                                                    |                                                                    |                                                                    |                                                                    |                                                                    |
| 2:07,7                                                                                     | Dobai Gyula                                                        | Újpesti Dózsa                                                      | 1960. 05. 28.                                                      | Budapest, Magyarország                                             | A Csepel Autó versenye                                             |                                                                    | [ 1 ] [ 18 ]                                                       |
| 2:06,5                                                                                     | Katona József                                                      | Egri Dózsa                                                         | 1960. 07. 29.                                                      | Budapest, Magyarország                                             | magyar bajnokság                                                   |                                                                    | [ 1 ] [ 19 ]                                                       |
| 2:06,5                                                                                     | Dobai Gyula                                                        | Újpesti Dózsa                                                      | 1960. 07. 29.                                                      | Budapest, Magyarország                                             | magyar bajnokság                                                   |                                                                    | [ 1 ] [ 19 ]                                                       |
| 2:06,4                                                                                     | Dobai Gyula                                                        | Újpesti Dózsa                                                      | 1961. 09. 29.                                                      | Budapest, Magyarország                                             | magyar bajnokság                                                   |                                                                    | [ 1 ] [ 20 ]                                                       |
| 2:06,2                                                                                     | Katona József                                                      | Egri Dózsa                                                         | 1962. 05. 26.                                                      | Budapest, Magyarország                                             | válogatóverseny                                                    |                                                                    | [ 1 ] [ 21 ]                                                       |
| 2:04,7                                                                                     | Dobai Gyula                                                        | Újpesti Dózsa                                                      | 1962. 06. 17.                                                      | Budapest, Magyarország                                             | A NIM versenye                                                     |                                                                    | [ 1 ] [ 22 ]                                                       |
| 2:04,4                                                                                     | Dobai Gyula                                                        | Újpesti Dózsa                                                      | 1963. 05. 26.                                                      | Budapest, Magyarország                                             | Az FTC versenye                                                    |                                                                    | [ 1 ] [ 23 ]                                                       |
| 2:02,5                                                                                     | Dobai Gyula                                                        | Újpesti Dózsa                                                      | 1964. 06. 27.                                                      | Budapest, Magyarország                                             | magyar bajnokság                                                   |                                                                    | [ 1 ] [ 24 ]                                                       |
| 2:02,5                                                                                     | Csatlós Csaba                                                      | Egri Dózsa                                                         | 1968. 07. 14.                                                      | Budapest, Magyarország                                             | magyar-brit viadal                                                 |                                                                    | [ 25 ] [ 26 ]                                                      |
| 2:01,4                                                                                     | Borlói Mátyás                                                      | Újpesti Dózsa                                                      | 1969. 04. 05.                                                      | Kecskemét, Magyarország                                            | nemzetközi verseny                                                 |                                                                    | [ 25 ] [ 27 ]                                                      |
| 2:00,6                                                                                     | Borlói Mátyás                                                      | Újpesti Dózsa                                                      | 1969. 08. 09.                                                      | Budapest, Magyarország                                             | magyar bajnokság                                                   |                                                                    | [ 25 ] [ 28 ]                                                      |
| 1:59,1                                                                                     | Borlói Mátyás                                                      | Újpesti Dózsa                                                      | 1970. 08. 21.                                                      | Budapest, Magyarország                                             | magyar bajnokság                                                   |                                                                    | [ 25 ] [ 29 ]                                                      |
| 1:58,8                                                                                     | Hargitay András                                                    | KSI                                                                | 1971. 04. 11.                                                      | Kecskemét, Magyarország                                            | NSZK-magyar-svéd viadal                                            | 4 × 200 m gyors                                                    | [ 25 ] [ 30 ]                                                      |
| 01:57,47                                                                                   | Verrasztó Zoltán                                                   | KSI                                                                | 1976. 03. 18.                                                      | Kecskemét, Magyarország                                            | magyar bajnokság                                                   |                                                                    | [ 31 ]                                                             |
| 01:56,90                                                                                   | Hargitay András                                                    | KSI                                                                | 1976. 06. 18.                                                      | Budapest, Magyarország                                             | Budapest-bajnokság                                                 |                                                                    | [ 32 ]                                                             |
| 01:56,82                                                                                   | Nagy Sándor                                                        | Újpesti Dózsa                                                      | 1978. 03. 26.                                                      | Leeds, Egyesült Királyság                                          | Coca-Cola verseny                                                  |                                                                    | [ 33 ]                                                             |
| 01:56,53                                                                                   | Nagy Sándor                                                        | Újpesti Dózsa                                                      | 1978. 07. 01.                                                      | Budapest, Magyarország                                             | magyar bajnokság                                                   |                                                                    | [ 33 ] [ 34 ]                                                      |
| 01:56,20                                                                                   | Nagy Sándor                                                        | Újpesti Dózsa                                                      | 1979. 06. 28.                                                      | Budapest, Magyarország                                             | Budapest-bajnokság                                                 |                                                                    | [ 35 ] [ 36 ]                                                      |
| 01:54,92                                                                                   | Nagy Sándor                                                        | Újpesti Dózsa                                                      | 1979. 07. 23.                                                      | Budapest, Magyarország                                             | Magyar bajnokság                                                   |                                                                    | [ 35 ]                                                             |
| 01:54,28                                                                                   | Nagy Sándor                                                        | Újpesti Dózsa                                                      | 1979. 08. 12.                                                      | London, Egyesült Királyság                                         | Európa-kupa                                                        |                                                                    | [ 35 ] [ 37 ]                                                      |
| 01:53,60                                                                                   | Nagy Sándor                                                        | Újpesti Dózsa                                                      | 1980. 03. 14.                                                      | Budapest, Magyarország                                             | Elektroimpex '80                                                   |                                                                    | [ 38 ] [ 39 ]                                                      |
| 01:52,70                                                                                   | Szilágyi Zoltán                                                    | Bp. Honvéd                                                         | 1986. 04. 03.                                                      | Budapest, Magyarország                                             | Elektroimpex '86                                                   |                                                                    | [ 40 ] [ 41 ]                                                      |
| 01:52,16                                                                                   | Szilágyi Zoltán                                                    | Bp. Honvéd                                                         | 1986. 07. 17.                                                      | Budapest, Magyarország                                             | magyar bajnokság                                                   |                                                                    | [ 40 ] [ 42 ]                                                      |
| 01:52,00                                                                                   | Ágh Norbert                                                        | Dunaújvárosi Kohász                                                | 1987. 12. 20.                                                      | Budapest, Magyarország                                             | Ifjúsági ob                                                        |                                                                    | [ 43 ] [ 44 ]                                                      |
| 01:51,50                                                                                   | Kalaus Walter                                                      | Bp. Honvéd                                                         | 1988. 03. 2?.                                                      | Orlando, USA                                                       | Az USA nyílt bajnoksága                                            |                                                                    | [ 45 ] [ 46 ]                                                      |
| 01:51,18                                                                                   | Ágh Norbert                                                        | Bp. Honvéd                                                         | 1988. 08. 15.                                                      | Budapest, Magyarország                                             | magyar bajnokság                                                   |                                                                    | [ 45 ] [ 47 ]                                                      |
| 01:50,80                                                                                   | Ágh Norbert                                                        | Bp. Honvéd                                                         | 1989. 06. 25.                                                      | Canet-en-Roussillon, Franciaország                                 |                                                                    |                                                                    | [ 48 ] [ 49 ]                                                      |
| 01:50,78                                                                                   | Szilágyi Zoltán                                                    | BVSC                                                               | 1989. 07. 13.                                                      | Budapest, Magyarország                                             | magyar bajnokság                                                   |                                                                    | [ 48 ] [ 50 ]                                                      |
| 01:50,61                                                                                   | Ágh Norbert                                                        | Bp. Honvéd                                                         | 1989. 08. 15.                                                      | Bonn, Nyugat-Németország                                           | Európa-bajnokság                                                   | A selejtezőben                                                     | [ 48 ] [ 51 ]                                                      |
| 01:50,13                                                                                   | Czene Attila                                                       | BRSE                                                               | 1992. 06. 21.                                                      | Budapest, Magyarország                                             | magyar bajnokság                                                   |                                                                    | [ 52 ]                                                             |
| 01:49,21                                                                                   | Czene Attila                                                       | Sport+                                                             | 1994. 09. 05.                                                      | Róma, Olaszország                                                  | világbajnokság                                                     |                                                                    | [ 53 ]                                                             |
| 01:49,17                                                                                   | Czene Attila                                                       | Sport+                                                             | 1995. 07. 18.                                                      | Budapest, Magyarország                                             | magyar bajnokság                                                   |                                                                    | [ 54 ]                                                             |
| 01:49,00                                                                                   | Szabados Béla                                                      |                                                                    | 1997. 05. 20.                                                      | Phoenix, USA                                                       |                                                                    |                                                                    | [ 55 ]                                                             |
| 01:48,89                                                                                   | Cseh László                                                        | Kőbánya SC                                                         | 2007. 03. 26.                                                      | Melbourne, Ausztrália                                              | világbajnokság                                                     | elődöntő                                                           | [ 56 ]                                                             |
| 01:48,75                                                                                   | Cseh László                                                        | Kőbánya SC                                                         | 2008. 03. 23.                                                      | Eindhoven, Hollandia                                               | Európa-bajnokság                                                   | 4 × 200 m-es gyors selejtező                                       | [ 57 ]                                                             |
| 01:48,02                                                                                   | Cseh László                                                        | Kőbánya SC                                                         | 2008. 07. 09.                                                      | Budapest, Magyarország                                             | magyar bajnokság                                                   |                                                                    | [ 58 ]                                                             |
| 01:47,39                                                                                   | Kis Gergő                                                          |                                                                    | 2008. 08. 12.                                                      | Peking, Kína                                                       | olimpiai játékok                                                   | 4 × 200 m-es gyors selejtező                                       | [ 59 ]                                                             |
| 01:47,12                                                                                   | Cseh László                                                        | Kőbánya SC                                                         | 2009. 06. 25.                                                      | Eger, Magyarország                                                 | magyar bajnokság                                                   |                                                                    | [ 60 ]                                                             |
| 01:45,78                                                                                   | Cseh László                                                        |                                                                    | 2009. 07. 31.                                                      | Róma, Olaszország                                                  | világbajnokság                                                     | 4 × 200 m-es gyors selejtező                                       | [ 61 ]                                                             |
| 01:45,54                                                                                   | Kozma Dominik                                                      | MTK                                                                | 2017. 07. 25.                                                      | Budapest, Magyarország                                             | világbajnokság                                                     | a döntőben                                                         | [ 62 ]                                                             |

### Nők
| A női 200 méteres gyorsúszás magyar csúcsai (50 méteres medence)                           | A női 200 méteres gyorsúszás magyar csúcsai (50 méteres medence) | A női 200 méteres gyorsúszás magyar csúcsai (50 méteres medence) | A női 200 méteres gyorsúszás magyar csúcsai (50 méteres medence) | A női 200 méteres gyorsúszás magyar csúcsai (50 méteres medence) | A női 200 méteres gyorsúszás magyar csúcsai (50 méteres medence) | A női 200 méteres gyorsúszás magyar csúcsai (50 méteres medence) | A női 200 méteres gyorsúszás magyar csúcsai (50 méteres medence) |
| Idő                                                                                        | Név                                                              | Egyesület                                                        | Dátum                                                            | Helyszín                                                         | Esemény                                                          | Megjegyzés                                                       | Forrás                                                           |
| ------------------------------------------------------------------------------------------ | ---------------------------------------------------------------- | ---------------------------------------------------------------- | ---------------------------------------------------------------- | ---------------------------------------------------------------- | ---------------------------------------------------------------- | ---------------------------------------------------------------- | ---------------------------------------------------------------- |
| 3:25,2                                                                                     | Kraszner Vilma                                                   | MUE                                                              | 1925. 09. 16.                                                    | Budapest, Magyarország                                           | rekordkisérlet                                                   | 35 méteres medence                                               | [ 1 ] [ 63 ]                                                     |
| 3:14,4                                                                                     | Sipos Margit                                                     | NSC                                                              | 1927. 07. 03.                                                    | Budapest, Magyarország                                           | A MAC versenye                                                   | 50 méteres medence                                               | [ 1 ] [ 64 ]                                                     |
| 3:07,8                                                                                     | Sipos Margit                                                     | NSC                                                              | 1928. 08. 20.                                                    | Budapest, Magyarország                                           | Az MTK versenye                                                  | 50 méteres medence                                               | [ 1 ] [ 65 ]                                                     |
| 3:01,4                                                                                     | Tóth Ilona                                                       | MUE                                                              | 1930. 06. 22.                                                    | Budapest, Magyarország                                           | Budapest-bajnokság                                               | 50 méteres medence                                               | [ 1 ] [ 66 ]                                                     |
| 2:59,6                                                                                     | Tóth Ilona                                                       | MUE                                                              | 1930. 08. 19.                                                    | Budapest, Magyarország                                           | Az UTE versenye                                                  | 50 méteres medence                                               | [ 1 ] [ 67 ]                                                     |
| 2:52,6                                                                                     | Lenkei Magda                                                     | III. kerületi TVE                                                | 1930. 09. 07.                                                    | Budapest, Magyarország                                           |                                                                  | 50 méteres medence                                               | [ 1 ] [ 68 ]                                                     |
| 2:43,4                                                                                     | Lenkei Magda                                                     | III. kerületi TVE                                                | 1931. 06. 07.                                                    | Budapest, Magyarország                                           | Budapest-bajnokság                                               | 50 méteres medence                                               | [ 1 ] [ 69 ]                                                     |
| 2:40,0                                                                                     | Harsányi Vera                                                    | BSE                                                              | 1937. 05. 28.                                                    | Budapest, Magyarország                                           | A BBTE versenye                                                  | 33 méteres medence                                               | [ 1 ] [ 70 ]                                                     |
| 2:36,4                                                                                     | Harsányi Vera                                                    | BSE                                                              | 1937. 08. 17.                                                    | Budapest, Magyarország                                           | magyar bajnokság                                                 | 50 méteres medence                                               | [ 1 ] [ 71 ]                                                     |
| 2:35,4                                                                                     | Székely Éva                                                      | Neményi MADISZ                                                   | 1947. 05. 28.                                                    | Budapest, Magyarország                                           | Bankközi úszóverseny                                             | 50 méteres medence                                               | [ 1 ] [ 72 ]                                                     |
| 2:35,2                                                                                     | Székely Éva                                                      | Neményi MADISZ                                                   | 1947. 08. 16.                                                    | Budapest, Magyarország                                           | magyar bajnokság                                                 | 50 méteres medence                                               | [ 1 ] [ 73 ]                                                     |
| 2:34,0                                                                                     | Székely Éva                                                      | Neményi MADISZ                                                   | 1948. 07. 17.                                                    | Budapest, Magyarország                                           | magyar bajnokság                                                 | 50 méteres medence                                               | [ 1 ] [ 74 ]                                                     |
| 2:31,4                                                                                     | Székely Éva                                                      | Bp. Lokomotív                                                    | 1949. 07. 23.                                                    | Budapest, Magyarország                                           | A KASE versenye                                                  | 50 méteres medence                                               | [ 1 ] [ 75 ]                                                     |
| 2:27,5                                                                                     | Székely Éva                                                      | Bp. Lokomotív                                                    | 1951. 05. 06.                                                    | Moszkva, Szovjetunió                                             |                                                                  | 25 méteres medence                                               | [ 1 ] [ 76 ]                                                     |
| 2:27,2                                                                                     | Gyenge Valéria                                                   | Bp. Lokomotív                                                    | 1953. 07. 12.                                                    | Budapest, Magyarország                                           | Budapest-bajnokság                                               | 50 méteres medence                                               | [ 1 ] [ 77 ]                                                     |
| 2:25,4                                                                                     | Gyenge Valéria                                                   | Bp. Törekvés                                                     | 1956. 05. 20.                                                    | Budapest, Magyarország                                           | A Bp. Vasas versenye                                             |                                                                  | [ 1 ] [ 78 ]                                                     |
| 1957. május 1-től csak az 50 méteres medencében elért eredményeket hitelesítik rekordként. |                                                                  |                                                                  |                                                                  |                                                                  |                                                                  |                                                                  |                                                                  |
| 2:23,2                                                                                     | Madarász Csilla                                                  | Ferencvárosi TC                                                  | 1960. 06. 11.                                                    | Budapest, Magyarország                                           | Az FTC versenye                                                  |                                                                  | [ 1 ] [ 79 ]                                                     |
| 2:22,3                                                                                     | Frank Mária                                                      | Egri Dózsa                                                       | 1961. 08. 20.                                                    | Budapest, Magyarország                                           | nemzetközi verseny                                               |                                                                  | [ 1 ] [ 80 ]                                                     |
| 2:20,6                                                                                     | Frank Mária                                                      | OSC                                                              | 1963. 09. 20.                                                    | Budapest, Magyarország                                           | magyar bajnokság                                                 |                                                                  | [ 1 ] [ 81 ]                                                     |
| 2:19,5                                                                                     | Turóczy Judit                                                    | BVSC                                                             | 1965. 07. 31.                                                    | Budapest, Magyarország                                           | magyar bajnokság                                                 |                                                                  | [ 25 ] [ 82 ]                                                    |
| 2:18,1                                                                                     | Turóczy Judit                                                    | BVSC                                                             | 1967. 09. 16.                                                    | Budapest, Magyarország                                           | magyar bajnokság                                                 |                                                                  | [ 25 ] [ 83 ]                                                    |
| 2:15,6                                                                                     | Turóczy Judit                                                    | BVSC                                                             | 1968. 06. 30.                                                    | Budapest, Magyarország                                           | Budapest-bajnokság                                               |                                                                  | [ 25 ] [ 84 ]                                                    |
| 2:15,1                                                                                     | Turóczy Judit                                                    | BVSC                                                             | 1968. 07. 28.                                                    | Budapest, Magyarország                                           | magyar bajnokság                                                 |                                                                  | [ 25 ] [ 85 ]                                                    |
| 2:14,2                                                                                     | Turóczy Judit                                                    | BVSC                                                             | 1969. 08. 09.                                                    | Budapest, Magyarország                                           | magyar bajnokság                                                 |                                                                  | [ 25 ] [ 86 ]                                                    |
| 2:14,1                                                                                     | Turóczy Judit                                                    | BVSC                                                             | 1969. 08. 24.                                                    | Budapest, Magyarország                                           | női Európa-kupa                                                  |                                                                  | [ 25 ] [ 87 ]                                                    |
| 2:12,9                                                                                     | Gyarmati Andrea                                                  | Ferencvárosi TC                                                  | 1973. 08. 02.                                                    | Budapest, Magyarország                                           | magyar bajnokság                                                 |                                                                  | [ 88 ] [ 89 ]                                                    |
| 02:11,28                                                                                   | Pelle Judit                                                      | Egri Dózsa                                                       | 1974. 08. 22.                                                    | Bécs, Ausztria                                                   | Európa-bajnokság                                                 |                                                                  | [ 90 ] [ 91 ]                                                    |
| 02:10,46                                                                                   | Pelle Judit                                                      | Egri Dózsa                                                       | 1975. 08. 08.                                                    | Budapest, Magyarország                                           | junior ob                                                        |                                                                  | [ 92 ] [ 93 ]                                                    |
| 02:09,80                                                                                   | Schäffer Zsuzsa                                                  | Vasas SC                                                         | 1976. 07. 18.                                                    | Budapest, Magyarország                                           | Budapest-bajnokság                                               |                                                                  | [ 32 ]                                                           |
| 02:08,80                                                                                   | Schäffer Zsuzsa                                                  | Vasas SC                                                         | 1977. 04. 01.                                                    | Varsó, Lengyelország                                             |                                                                  |                                                                  |                                                                  |
| 02:08,23                                                                                   | Schäffer Zsuzsa                                                  | Vasas SC                                                         | 1978. 03. 11.                                                    | Budapest, Magyarország                                           | Elektroimpex '78                                                 |                                                                  | [ 33 ] [ 94 ]                                                    |
| 02:07,90                                                                                   | Fodor Ágnes                                                      | Eger SE                                                          | 1979. 06. 30.                                                    | Budapest, Magyarország                                           | Budapest-bajnokság                                               |                                                                  | [ 35 ] [ 95 ]                                                    |
| 02:07,65                                                                                   | Fodor Ágnes                                                      | Eger SE                                                          | 1979. 07. 26.                                                    | Budapest, Magyarország                                           | magyar bajnokság                                                 |                                                                  | [ 35 ] [ 96 ]                                                    |
| 02:07,17                                                                                   | Fodor Ágnes                                                      | Eger SE                                                          | 1980. 06. 28.                                                    | Budapest, Magyarország                                           | magyar bajnokság                                                 |                                                                  | [ 38 ] [ 97 ]                                                    |
| 02:05,49                                                                                   | Fodor Ágnes                                                      | Eger SE                                                          | 1981. 04. 17.                                                    | Budapest, Magyarország                                           | Elektroimpex '81                                                 |                                                                  | [ 98 ] [ 99 ]                                                    |
| 02:03,85                                                                                   | Orosz Andrea                                                     | Bp. Spartacus                                                    | 1982. 06. 19.                                                    | Verona, Olaszország                                              | Settecoli                                                        |                                                                  | [ 100 ] [ 101 ]                                                  |
| 02:03,12                                                                                   | Orosz Andrea                                                     | Bp. Spartacus                                                    | 1983. 07. 23.                                                    | Budapest, Magyarország                                           | magyar bajnokság                                                 |                                                                  | [ 102 ] [ 103 ]                                                  |
| 02:02,65                                                                                   | Orosz Andrea                                                     | Bp. Spartacus                                                    | 1983. 08. 23.                                                    | Róma, Olaszország                                                | Európa-bajnokság                                                 | hatodik hely                                                     | [ 102 ] [ 104 ]                                                  |
| 02:02,46                                                                                   | Orosz Andrea                                                     | Bp. Spartacus                                                    | 1985. 04. 13.                                                    | Budapest, Magyarország                                           | Elektroimpex '85                                                 |                                                                  | [ 105 ]                                                          |
| 02:02,10                                                                                   | Ormos Edit                                                       | Vasas SC                                                         | 1986. 07. 18.                                                    | Budapest, Magyarország                                           | magyar bajnokság                                                 |                                                                  | [ 40 ] [ 106 ]                                                   |
| 02:01,02                                                                                   | Risztov Éva                                                      | Bp. Spartacus                                                    | 2002. 06. 29.                                                    | Székesfehérvár, Magyarország                                     | magyar bajnokság                                                 |                                                                  | [ 107 ]                                                          |
| 02:00,71                                                                                   | Risztov Éva                                                      | Kőbánya SC                                                       | 2005. 04. 03.                                                    | Budapest, Magyarország                                           | Budapest bajnokság                                               |                                                                  | [ 108 ]                                                          |
| 02:00,05                                                                                   | Verrasztó Evelyn                                                 | A Jövő SC                                                        | 2007. 02. 10.                                                    | Göteborg, Svédország                                             | Svéd GP                                                          |                                                                  | [ 109 ]                                                          |
| 01:59,68                                                                                   | Verrasztó Evelyn                                                 | A Jövő SC                                                        | 2007. 07. 28.                                                    | Budapest, Magyarország                                           | magyar bajnokság                                                 | A selejtezőben                                                   | [ 110 ]                                                          |
| 01:59,46                                                                                   | Mutina Ágnes                                                     | A Jövő SC                                                        | 2007. 07. 29.                                                    | Budapest, Magyarország                                           | magyar bajnokság                                                 | a döntőben                                                       | [ 111 ]                                                          |
| 01:58,62                                                                                   | Mutina Ágnes                                                     | A Jövő SC                                                        | 2008. 03. 21.                                                    | Eindhoven, Hollandia                                             | Európa-bajnokság                                                 | 4 × 200 m-es gyors selejtező                                     | [ 112 ]                                                          |
| 01:58,06                                                                                   | Mutina Ágnes                                                     | A Jövő SC                                                        | 2008. 03. 23.                                                    | Eindhoven, Hollandia                                             | Európa-bajnokság                                                 | a döntőben harmadik lett                                         | [ 113 ]                                                          |
| 01:57,25                                                                                   | Mutina Ágnes                                                     | A Jövő SC                                                        | 2008. 08. 11.                                                    | Peking, Kína                                                     | olimpiai játékok                                                 | a selejtezőben                                                   | [ 114 ]                                                          |
| 01:56,84                                                                                   | Mutina Ágnes                                                     | A Jövő SC                                                        | 2009. 07. 28.                                                    | Róma, Olaszország                                                | világbajnokság                                                   | a selejtezőben                                                   | [ 115 ]                                                          |
| 01:56,47                                                                                   | Mutina Ágnes                                                     | A Jövő SC                                                        | 2009. 07. 28.                                                    | Róma, Olaszország                                                | világbajnokság                                                   | az elődöntőben                                                   | [ 116 ]                                                          |
| 01:56,30                                                                                   | Hosszú Katinka                                                   | Vasas SC                                                         | 2014. 05. 17.                                                    | Charlotte, USA                                                   | Grand Prix-verseny                                               |                                                                  | [ 117 ]                                                          |
| 01:55,89                                                                                   | Hosszú Katinka                                                   | Vasas SC                                                         | 2015. 05. 15.                                                    | Charlotte, USA                                                   |                                                                  |                                                                  | [ 118 ]                                                          |
| 01:55,81                                                                                   | Hosszú Katinka                                                   | Vasas SC                                                         | 2015. 09. 25.                                                    | Hongkong, Kína                                                   | világkupa                                                        |                                                                  | [ 119 ]                                                          |
| 01:55,41                                                                                   | Hosszú Katinka                                                   | Vasas SC                                                         | 2015. 11. 06.                                                    | Dubaj, Egyesült Arab Emírségek                                   | világkupa                                                        |                                                                  | [ 120 ]                                                          |

## Rövid pálya

### Férfiak
| A férfi 200 méteres gyorsúszás magyar csúcsai (25 méteres medence) | A férfi 200 méteres gyorsúszás magyar csúcsai (25 méteres medence) | A férfi 200 méteres gyorsúszás magyar csúcsai (25 méteres medence) | A férfi 200 méteres gyorsúszás magyar csúcsai (25 méteres medence) | A férfi 200 méteres gyorsúszás magyar csúcsai (25 méteres medence) | A férfi 200 méteres gyorsúszás magyar csúcsai (25 méteres medence) | A férfi 200 méteres gyorsúszás magyar csúcsai (25 méteres medence) | A férfi 200 méteres gyorsúszás magyar csúcsai (25 méteres medence) |
| Idő                                                                | Név                                                                | Egyesület                                                          | Dátum                                                              | Helyszín                                                           | Esemény                                                            | Megjegyzés                                                         | Forrás                                                             |
| ------------------------------------------------------------------ | ------------------------------------------------------------------ | ------------------------------------------------------------------ | ------------------------------------------------------------------ | ------------------------------------------------------------------ | ------------------------------------------------------------------ | ------------------------------------------------------------------ | ------------------------------------------------------------------ |
| 1:52,90                                                            | Szilágyi Zoltán                                                    |                                                                    |                                                                    |                                                                    |                                                                    |                                                                    | [ 121 ]                                                            |
| 1:52,48                                                            | Ágh Norbert                                                        | Dunaújvárosi Kohász                                                | 1986. 11. 23.                                                      | Budapest, Magyarország                                             | Budapest-bajnokság                                                 |                                                                    | [ 122 ]                                                            |
| ?                                                                  |                                                                    |                                                                    |                                                                    |                                                                    |                                                                    |                                                                    |                                                                    |
| 1:45,17                                                            | Szabados Béla                                                      |                                                                    | 2000. 01. 09.                                                      | Hongkong, Kína                                                     | rövid pályás világkupa                                             |                                                                    | [ 123 ]                                                            |
| 1:43,01                                                            | Cseh László                                                        | Kőbánya SC                                                         | 2009. 12. 14.                                                      | Isztambul, Törökország                                             | Európa-bajnokság                                                   | a selejtezőben                                                     | [ 124 ]                                                            |
| 1:41,64                                                            | Cseh László                                                        | Kőbánya SC                                                         | 2009. 12. 14.                                                      | Isztambul, Törökország                                             | Európa-bajnokság                                                   | negyedik lett                                                      | [ 125 ]                                                            |
| 1:41,03                                                            | Kozma Dominik                                                      | MTK                                                                | 2017. 08. 07.                                                      | Berlin, Németország                                                | rövid pályás világkupa                                             |                                                                    | [ 126 ]                                                            |

### Nők
| A női 200 méteres gyorsúszás magyar csúcsai (25 méteres medence) | A női 200 méteres gyorsúszás magyar csúcsai (25 méteres medence) | A női 200 méteres gyorsúszás magyar csúcsai (25 méteres medence) | A női 200 méteres gyorsúszás magyar csúcsai (25 méteres medence) | A női 200 méteres gyorsúszás magyar csúcsai (25 méteres medence) | A női 200 méteres gyorsúszás magyar csúcsai (25 méteres medence) | A női 200 méteres gyorsúszás magyar csúcsai (25 méteres medence) | A női 200 méteres gyorsúszás magyar csúcsai (25 méteres medence) |
| Idő                                                              | Név                                                              | Egyesület                                                        | Dátum                                                            | Helyszín                                                         | Esemény                                                          | Megjegyzés                                                       | Forrás                                                           |
| ---------------------------------------------------------------- | ---------------------------------------------------------------- | ---------------------------------------------------------------- | ---------------------------------------------------------------- | ---------------------------------------------------------------- | ---------------------------------------------------------------- | ---------------------------------------------------------------- | ---------------------------------------------------------------- |
| 2:01,53                                                          | Ormos Edit                                                       | Vasas SC                                                         |                                                                  |                                                                  |                                                                  |                                                                  | [ 121 ]                                                          |
| ?                                                                |                                                                  |                                                                  |                                                                  |                                                                  |                                                                  |                                                                  |                                                                  |
| 1:59,98                                                          | Risztov Éva                                                      | Bp. Spartacus                                                    | 2002. 11. 16.                                                    | Zalaegerszeg, Magyarország                                       | vidékbajnokság                                                   | a 4 × 200 m-es gyors                                             | [ 127 ]                                                          |
| 1:58,92                                                          | Verrasztó Evelyn                                                 | A Jövő SC                                                        | 2006. 11. 11.                                                    | Debrecen, Magyarország                                           | magyar bajnokság                                                 | a selejtezőben                                                   | [ 128 ]                                                          |
| 1:58,16                                                          | Verrasztó Evelyn                                                 | A Jövő SC                                                        | 2006. 11. 11.                                                    | Debrecen, Magyarország                                           | magyar bajnokság                                                 | megnyerte a döntőt                                               | [ 129 ]                                                          |
| 1:55,86                                                          | Verrasztó Evelyn                                                 | A Jövő SC                                                        | 2007. 11. 17.                                                    | Debrecen, Magyarország                                           | magyar bajnokság                                                 |                                                                  | [ 130 ]                                                          |
| 1:55,77                                                          | Verrasztó Evelyn                                                 | A Jövő SC                                                        | 2007. 12. 16.                                                    | Debrecen, Magyarország                                           | Európa-bajnokság                                                 | a selejtezőben                                                   | [ 131 ]                                                          |
| 1:55,23                                                          | Verrasztó Evelyn                                                 | A Jövő SC                                                        | 2007. 12. 16.                                                    | Debrecen, Magyarország                                           | Európa-bajnokság                                                 | negyedik lett                                                    | [ 132 ]                                                          |
| 1:55,19                                                          | Mutina Ágnes                                                     | A Jövő SC                                                        | 2008. 12. 14.                                                    | Fiume, Horvátország                                              | Európa-bajnokság                                                 | hatodik lett                                                     | [ 133 ]                                                          |
| 1:53,86                                                          | Verrasztó Evelyn                                                 | A Jövő SC                                                        | 2009. 12. 13.                                                    | Isztambul, Törökország                                           | Európa-bajnokság                                                 | A selejtezőben                                                   | [ 134 ]                                                          |
| 1:52,61                                                          | Verrasztó Evelyn                                                 | A Jövő SC                                                        | 2009. 12. 13.                                                    | Isztambul, Törökország                                           | Európa-bajnokság                                                 | második lett                                                     | [ 135 ]                                                          |
| 1:52,32                                                          | Hosszú Katinka                                                   | Vasas SC                                                         | 2013. 08. 07.                                                    | Eindhoven, Hollandia                                             | rövid pályás világkupa                                           |                                                                  | [ 136 ]                                                          |
| 1:51,41                                                          | Hosszú Katinka                                                   | Vasas SC                                                         | 2014. 08. 27.                                                    | Doha, Katar                                                      | rövid pályás világkupa                                           |                                                                  | [ 137 ]                                                          |
| 1:51,18                                                          | Hosszú Katinka                                                   | Vasas SC                                                         | 2014. 12. 07.                                                    | Doha, Katar                                                      | világbajnokság                                                   | második lett                                                     | [ 138 ]                                                          |